# Gjorgji Icoski
Gjorgji Icoski (mazedonisch Ѓорѓи Ицоски; * 3. Mai 1984 in Kruševo) ist ein nordmazedonischer Biathlet und Skilangläufer.
Gjorgji Icoski startet für Musica und tritt seit 2004 im Biathlon-Europacup an. Er erreichte dort 2007 mit 19. Rängen in Sprint und Verfolgung eines nur schlecht besetzten Europacups in Bansko beste Ergebnisse. An selber Stelle startete er im selben Jahr bei den Biathlon-Europameisterschaften und belegte dort im Sprint den 65. Platz. Im Einzel erreichte er das Ziel nicht. In der Saison 2007/08 debütierte Icoski im Biathlon-Weltcup. Sein erstes Rennen bestritt der Mazedone bei einem Sprint in Oberhof, bei dem er 97. wurde. Wenig später erreichte er als 90. des Sprints von Antholz sein bislang bestes Resultat im Weltcup. Anschließend startete er in Östersund erstmals bei den Biathlon-Weltmeisterschaften. Im Einzel lief Icoski auf den 107., im Sprint auf den 111. Platz. Bei den Biathlon-Europameisterschaften 2008 in Nové Město na Moravě lief er auf Platz 72 im Einzel, 77 im Sprint und kam mit der Staffel nicht ins Ziel.
Als Skilangläufer ist Icoski seit 2002 aktiv und nahm in dem Jahr in Schonach ohne nennenswerte Ergebnisse zu erzielen an den Junioren-Weltmeisterschaften teil. Zu Weltcup-Einsätzen brachte er es nicht, meist lief er in FIS-Rennen, Alpen- und Balkan-Cup und erreicht mehrfach einstellige Resultate. Daneben wurde der Mazedone mehrfach für internationale Großereignisse nominiert. 2003 startete er bei der WM im Val di Fiemme und erreichte als bestes Resultat einen 71. Platz im Sprint, 2005 in Oberstdorf war Platz 85 im Sprint bestes Ergebnis. Zum dritten Mal nahm er 2009 in Liberec an einer WM teil, doch beendete das Verfolgungsrennen nicht. Bei den Nordischen Skiweltmeisterschaften 2013 im Val di Fiemme belegte er den 120. Platz im Sprint und bei den Nordischen Skiweltmeisterschaften 2015 in Falun den 107. Rang über 15 km Freistil. 2008 gewann er hinter bei den mazedonischen Meisterschaften in Kruševo über 10 Kilometer hinter Aleksandar Milenković Vizemeister, über 5 Kilometer wurde er Fünfter.

## Biathlon-Weltcup-Platzierungen
Die Tabelle zeigt alle Platzierungen (je nach Austragungsjahr einschließlich Olympische Spiele und Weltmeisterschaften).
- 1.–3. Platz: Anzahl der Podiumsplatzierungen
- Top 10: Anzahl der Platzierungen unter den ersten zehn (einschließlich Podium)
- Punkteränge: Anzahl der Platzierungen innerhalb der Punkteränge (einschließlich Podium und Top 10)
- Starts: Anzahl gelaufener Rennen in der jeweiligen Disziplin

| Platzierung         | Einzel | Sprint | Verfolgung | Massenstart | Staffel | Gesamt |
| ------------------- | ------ | ------ | ---------- | ----------- | ------- | ------ |
| 1. Platz            |        |        |            |             |         |        |
| 2. Platz            |        |        |            |             |         |        |
| 3. Platz            |        |        |            |             |         |        |
| Top 10              |        |        |            |             |         |        |
| Punkteränge         |        |        |            |             |         |        |
| Starts              | 9      | 13     |            |             |         | 22     |
| Stand: Karriereende |        |        |            |             |         |        |